# Andonios Kriezis
Andonios Kriezis (gr. Αντώνιος Κριεζής; ur. ok. 1796 w Trojzenie, zm. 1 kwietnia 1865 w Atenach) – grecki polityk.
Pełnił funkcję premiera (1849–1854) za rządów króla Ottona I.